# Planinska postojanka
Planinska postojanka je planinski objekt, ki služi planinski oz. gospodarski dejavnosti ter z njo upravlja planinsko društvo. 
Glede na obseg storitev, ki jih postojanke nudijo, ločimo: 
- planinski dom, je gostinski obrat, če je dostopen z osebnimi avtomobili ali z žičnico za prevoz oseb preko celega leta in je vpisan v evidenco pri Planinski zvezi Slovenije
- planinsko kočo, naziv podeljuje in odvzema Upravni odbor Planinske zveze Slovenije na predlog Gospodarske komisije
- zavetišče in
- bivak.

Domovi, koče in zavetišča nudijo prenočišče, prehrano in so lahko tudi obveščevalna točka Gorske reševalne službe. Oodprte in oskrbovane so predvsem v poletni planinski sezoni (od konca junija do konca septembra), izjemoma pa tudi izven sezone, praviloma ob koncih tedna in praznikih. Nekatere predvsem večje in nižje ležeče postojanke so odprte celo leto.
Bivaki so manjše planinske postojanke, ki nudijo zavetje v sili, niso oskrbovane in so opremljeni s preprosto opremo predvsem za prenočevanje. So vedno odprte in v njih velja poseben hišni red, ki ga morajo obiskovalci spoštovati. Nahajajo se predvsem v visokogorju izven množičnih poti.
Planinska zveza Slovenije postojanke deli tudi po kategorijah od I. do III. Kriteriji za razvrstitev so naslednji:
- Lokacija
- Dostopnost
- Oprema
- Hrana
- Možnost bivanja
- Oskrbovanost
- Prenočišča
- Odprtost

Odločilna za razvrstitev sta predvsem prva dva kriterija. 
V I. kategorijo se uvrstijo postojanke po naslednjih kriterijih: lokacija v visokogorju, dostop najmanj 1 uro peš, preprosta oprema in hrana, možnost bivanja 1 - 2 dni, občasno oskrbovana, prenočišča pretežno skupna, odprta v poletni sezoni s stalno odprto zimsko sobo.
V II. kategorijo se uvrstijo postojanke po naslednjih kriterijih: predstavljajo izhodišče za visokogorje, poleti ni omejitev, pozimi vsaj 1 uro peš, v določenih obdobjih mora biti redno oskrbovana, za prenočevanje ima pretežno sobe, odprta poleti, občasno tudi pozimi.
V III. kategorijo sodijo sredogorske postojanke z dolnskim standardom udobja, dostopne brez omejitev oziroma pozimi vsaj 1 uro peš.